# Cột đồng Mã Viện
Cột đồng Mã Viện là một cây cột đồng lớn do viên chỉ huy quân đội nhà Hán là Mã Viện cho dựng sau khi chinh phục được cuộc nổi dậy của Hai Bà Trưng ở Giao Chỉ vào năm 43. Trên trụ đó có khắc sáu chữ Hán: 
Đồng trụ chiết, Giao Chỉ diệt (銅柱折，交趾滅) (Cột đồng gãy, Giao Chỉ không còn)
Việc làm này đã được nhiều sử gia Việt Nam và Trung Quốc quan tâm. Tuy nhiên, "cột đồng Mã Viện" có thật hay chỉ là lời truyền, và nếu có thì nó được dựng ở nơi đâu, vẫn là vấn đề chưa có kết luận thỏa đáng.

## Sự không thống nhất

### SáchThủy kinh chúcủaLịch Đạo Nguyên
Mã Văn Uyên (Mã Viện, tên tự là Văn Uyên) đã cho dựng cái mốc đồng để làm giới hạn cuối cùng của đất phía nam Trung Quốc ngày nay. Mốc đồng ấy tức là cột đồng .

### SáchĐại Việt sử lược
(Kiến Vũ) năm thứ 19 (tức năm 43), Trưng Trắc càng nguy khổn bèn trốn chạy, bị Mã Viện giết...(Sau đó) Mã Viện dựng trụ đồng làm ranh giới cuối cùng (của nhà Đông Hán) 

### SáchAn Nam chí lượccủaLê Tắc
Lưu Chiêu nói: Giao Chỉ tức là nước An Dương. Mã Phục Ba đời Hán dẹp yên giặc ở Giao Chỉ, rồi dựng trụ đồng để làm giới hạn cho nhà Hán.
Đời nhà Đường, Mã Tống làm chức An nam đô hộ, lại dựng hai cái trụ đồng, vì Tống là con cháu của Phục Ba. Xưa có truyền lại rằng: ở nơi động Cổ Sum, tại Khâm Châu có cái cột đồng của Mã Viện và lời thề rằng: "Hễ cái trụ đồng nầy gãy, thì nước Giao Chỉ tiêu diệt", vì thế, người Giao Châu, mỗi khi đi ngang qua đều lấy đá, ngói, ném vào dưới chân cột đồng, nên chẳng bao lâu, nơi ấy hóa thành gò.
Đỗ Phủ có câu thơ rằng: "Vũ lai đồng trụ bắc, ý tẩy Phục-Ba quân" nghĩa là: "mưa phía Bắc đồng trụ, muốn rửa quân Phục Ba".
Ở cương giới nước Chiêm Thành cũng có cột đồng. Mạnh Hạo Nhiên có câu thi: "Đồng trụ Nhật Nam đoan", nghĩa là cột đồng đứng đầu đất Nhật Nam.

### SáchViệt Nam sử lượccủaTrần Trọng Kim
Sử gia cũng nhắc lại chuyện cột đồng, nhưng giống như Đại việt sử lược, tác giả không cho biết vị trí dựng cột, trích:
Mã Viện đánh được Trưng Vương, đem đất Giao Chỉ về thuộc nhà Hán như cũ,...Đem phủ trị về đóng ở Mê Linh, và dựng cây đồng trụ ở chỗ phân địa giới .
Theo đó, "cột đồng Mã Viện" là có thật. Tuy nhiên, chỗ dựng thì cả ba sách đều biên chép khá mơ hồ. Tra trong các sách sử khác thì thấy có hai luồng ý kiến như sau.

## Vị trí

### Dựng ởKhâm Châu
- Sách Lĩnh ngoại đại đáp của Chu Khứ Phi đời Tống (Trung Quốc) và An Nam chí lược của Lê Tắc đời Trần (Việt Nam), đều chép Cột đồng Mã Viện được dựng ở vùng hang động Cổ Sâm (có sách ghi là Cổ Lâu) thuộc Khâm Châu (trước thuộc Quảng Đông, nay thuộc Quảng Tây), Trung Quốc[5].
- Đến cuối thế kỷ 17, sử thần Ngô Sĩ Liên trong bộ sách Đại Việt sử ký toàn thư của mình, cũng ghi là cột đồng tương truyền dựng ở trên động Cổ Lâu, thuộc châu Khâm [6].

Sau, một số sách cũng cho biết tương tự:
- Sách Đại Thanh nhất thống chí đời Thanh chép: Tương truyền (cột đồng) ở về động Cổ Sâm thuộc châu Khâm, Mã Viện có thề rằng: "Đồng trụ chiết, Giao Chỉ diệt", nghĩa là "Cột đồng ấy gãy thì Giao Chỉ bị diệt", nên người Việt đi qua dưới chân cột đồng ấy cứ lấy đá bồi đắp lên mãi thành gò đống cao. Đó vì sợ cột đồng ấy bị đổ gãy...[2]
- Sách Đại Minh nhất thống chí đời Minh chép: Cột đồng dựng ở động Cổ Lâu thuộc Khâm Châu, (nói) cột đồng Mã Viện dựng trên đất Giao Chỉ là chuyện hão huyền.

Tuy nhiên, chỉ có từ điển Từ Hải (Trung Quốc) là chỉ khá rõ nơi dựng cột, đó là núi Phân Mao ở động Cổ Sâm. Theo Gia Khánh trùng tu nhất thống chí đời vua Gia Khánh nhà Minh, núi Phân Mao ở về phía tây Khâm Châu.
Năm 1540, Mạc Đăng Dung cắt đất hiến cho nhà Minh nên từ đấy núi Phân Mao thuộc về đồ bản nhà Minh .

### Dựng ởLâm Ấp
Sách Khâm định Việt sử Thông giám cương mục (Tiền biên, Quyển 2, tờ 82 và 83) của Quốc sử quán triều Nguyễn, đã cung cấp một số thông tin như sau:
-Theo Tùy sử, tướng Lưu Phương khi đi đánh Lâm Ấp, qua cột đồng của Mã Viện, đi về phía nam 8 ngày thì đến quốc đô Lâm Ấp. Trong khoảng niên hiệu Nguyên Hòa (806 - 820) đời Đường, An Nam đô hộ là Mã Tổng lại lập hai cột đồng ở chỗ Mã Viện dựng cột đồng trước, để tỏ ra mình là dòng dõi con cháu Phục Ba (Mã Viện).
-Theo sách Thông điển của Đỗ Hữu, từ nước Lâm Ấp đi về phía nam, đi thủy, đi bộ hơn hai nghìn dặm đến đấy có nước Tây Đồ Di là chỗ Mã Viện dựng hai cột đồng để nêu địa giới đấy.
-Theo Tân Đường thư, ở châu Bôn Đà Lãng của Lâm Ấp, phía nam là năm bãi lớn, có núi "cột đồng" (đồng trụ sơn), hình núi như cái lọng dựng nghiêng, về phía tây có nhiều núi đá, phía Đông là biển lớn. Cột đồng đó là do Mã Viện dựng lên.
-Theo sách Thái bình hoàn vũ ký của Nhạc Sử đời Tống, Mã Viện đi đánh Lâm Ấp, đi từ Nhật Nam hơn 400 dặm đến Lâm Ấp, lại đi hơn 20 dặm nữa có nước Tây Đồ Di. (Mã) Viện đến nước ấy rồi lập hai cái cột đồng ở nơi phân giới giữa Tượng Lâm và Tây Đồ Di. Về đường thủy, đi từ Nam Hải hơn 3000 dặm đến Lâm Ấp, rồi đến cột đồng ở Giao Châu phải 5000 dặm nữa...
-Theo sách Đại Việt sử ký ngoại kỷ toàn thư, tướng Lưu Phương, Hoan Châu đạo hành quân tổng quản đem quân đánh Lâm Ấp, "Phương tiến quân đuổi theo, mấy trận đều được cả, qua phía nam cột đồng Mã Viện, đi tám ngày nữa đến quốc đô Lâm Ấp."
Ngoài ra viết về cột đồng Mã Viện dựng ở Lâm Ấp còn có Vân Đài loại ngữ của Lê Quý Đôn và Nghệ An thi tập của Bùi Huy Bích.

### Dựng ở núi Thành (Nghệ An)
Trong bài "Les colonnes de broze de Ma Vien" đăng trong Bulletin des Amis du Vieux Hue ngày 10 tháng 11 năm 1943, học giả Đào Duy Anh cho rằng chuyện cột đồng là có thật và có lẽ nó được dựng ở núi Thành (tức núi Lam Thành hay núi Đồng Trụ, tên chữ là Hùng Sơn) ở Nghệ An. Và ông tin tưởng lời phán đoán của mình là đúng vì nó gần ăn khớp với sự ghi chép của sách Ngô lục và Tùy thư.

## Bị bác bỏ
Theo sách Thông điển và Tân Đường thư ở đời Đường, thì cột đồng Mã Viện có thể ở chỗ núi Thạch Bi (nay thuộc Phú Yên). Đề cập đến vấn đề này, sách Khâm định Việt sử Thông giám cương mục (Tiền biên, Quyển 2, tờ 83) thời Nguyễn đã có ý kiến như sau: 
...Nay xét dã sử thấy có chép tỉnh Phú Yên có sông Đà Diễn (tục gọi là sông Đà Rằng). Phía Nam sông ấy có bãi lớn. Phía Tây Nam bãi ấy có núi Thạch Bi. Núi này chu vi tới mười dặm, phía Tây tiếp Đại Lĩnh, nhiều rặng trùng điệp, phía đông ra mãi bờ biển. Trên đỉnh núi ấy có một phiến đá trơ trọi cao hình như bị chẻ dọc. Theo lời ghi chép trong các sách Thông điển, Đường thư, ngờ rằng cột đồng có thể ở chỗ ấy. Chỉ có một điều, một phiến đá trơ trọi ở trên đỉnh núi ấy, cao chừng 10 trượng, rộng tới 6, 7 trượng. Nhân dân ở quanh núi ấy nói rằng phiến đá ở trên đỉnh núi là một chỏm đá tự nhiên, không phải của ai lập thành cả. Vậy e rằng ta không thể bảo đấy là cột đồng....
Năm 1908, sách Đại Nam dư chí ước biên ra đời (do Cao Xuân Dục làm Tổng tài) cũng bác bỏ thuyết trên, trích:
...Truyện Hoàn Vương trong Đường thư chép: "Lâm Ấp vương chạy tới Đại phố, phía nam Đà Châu, ở đó có núi Đồng Trụ. Mã Viện đời Hán dựng cột đồng ở đó". Nhưng xét truyện Mã Viện thì ông chưa từng tới Phú Yên. (Vậy) đó chỉ là lời thêm thắt.
Xét khía cạnh khác, là mặc dù các sử cũ ở bên trên đều cho rằng việc Mã Viện dựng cột đồng là có thật, nhưng tra trong Hậu Hán thư (chương nói về tiểu sử của Mã Viện) và Hậu Hán ký đều không thấy nói đến. 
Có lẽ vì vậy, nhà nghiên cứu Henri Maspéro trong phần biên khảo về cuộc viễn chinh của Mã Viện đã không hề nhắc đến những cây cột đồng, mà cũng chẳng có lời phủ nhận về sự hiện hữu của chúng .
Đến năm 1941, một phụ tá của Trường Viễn Đông Bác Cổ là Nguyễn Văn Tố, sau khi ra công truy tầm, đã bác bỏ hẳn chuyện Mã Viện sai dựng cột đồng vì cho rằng nó chỉ là một giai thoại. Và ông còn đề nghị là "không nên chép chuyện này vào sách sử, vì không có chứng cớ chính xác" .
Năm 1977, sau khi tìm hiểu, GS. TS. Trương Hữu Quýnh cũng đã có ý kiến như sau:
...Nhiều nhà nghiên cứu, nhà chính trị Trung Quốc ở thế kỷ sau đã nhiều lần tìm lại dấu vết cột đồng Mã Viện mà không thấy. Họ cho rằng cột đồng đã bị đá bồi lấp mất hay bị nước biển cuốn đi. Thực ra, theo nhà nghiên cứu sau này, cột đồng và câu chuyện về cột đồng của Mã Viện đều là chuyện đặt thêm...
Tương tự, trong Từ điển bách khoa toàn thư Việt Nam có đoạn viết:...Trên thực tế, không tài liệu nào chứng minh rõ ràng được sự tồn tại của cột đồng này.
Gần đây, trong các bộ sử của Việt Nam, như Đại cương lịch sử Việt Nam của nhóm Phan Huy Lê - Trần Quốc Vượng - Hà Văn Tấn - Lương Ninh; Đại cương lịch sử Việt Nam của nhóm Trương Hữu Quýnh - Phan Đại Doãn - Nguyễn Cảnh Minh đều không nhắc đến chuyện cột đồng Mã Viện.
Tuy nhiên, vẫn có người tin rằng chuyện "cột đồng Mã Viện" là có thật, bởi trong lịch sử Trung Quốc việc dựng cột để ghi công sau một cuộc viễn chinh là chuyện thường thấy. Sau Mã Viện, những tướng khác như Hà Lý Trinh, Trương Chu và Mã Tống thuộc đời Đường; Mã Hy thuộc đời Hậu Tấn cũng đã dựng cột đồng ở các xứ phía Nam .

## Trongvăn học Việt
Khoảng năm 1789, Vũ Huy Tấn được vua Quang Trung cử đi sứ sang nhà Thanh (Trung Quốc). Trên đường đi gặp nơi dựng cột đồng, ông xúc cảm làm ra bài thơ:
Vọng đồng trụ cảm hoài
(Trông chỗ cột đồng, cảm xúc)
Dịch nghĩa:
Sáng sớm ra khỏi thành Minh Châu,
Tìm hỏi dấu tích cột đồng.
Người địa phương chỉ tay về phía xa,
Nơi hai đống đá xanh xanh!
Than ôi! Cột đồng kia!
Là đất cũ của nước ta!
Từ thời Trưng Vương buổi trước,
Phục Ba đã vạch làm biên giới.
Bậc phấn son  thật cũng anh hùng.
Muôn đời tiếng tăm còn vang dội.
Đáng thương tên gian phu nhúng tay vào vạc ,
Cắt đất dâng đi chẳng đoái tiếc gì.
Bờ cõi xưa vì thế luân lạc đi mất,
Đến nay đã hàng mấy trăm năm.
| Khói mù cộng với thời gian, Cảm khái việc xưa nay biết dường nào! Bên này có núi Phân Mao, Trời đã làm cho phần Bắc phần Nam bị chia tách. Chia đã lâu rồi cần hợp lại, Vết tích lạ này há lại bỏ không . |

Trong Nam Phong tạp chí số 8, tháng 2 năm 1918, ở mục Vịnh sử có bài thơ ký tên là Vô danh thị, như sau:
Trèo non vượt bể biết bao công,
Một trận hồ Tây chút vẫy vùng.
Quắc thước khoe chi mình tóc trắng,
Cân thoa đọ với gái quần hồng.
Gièm chê đã chán đầy mâm ngọc,
Công cán ra chi mấy cột đồng.
Ai muốn chép công ta chép oán,
Công riêng ai đó oán ta chung.

## Thông tin liên quan
Một số triều đại phong kiến ở Trung Quốc đã tỏ ra khá quan tâm về chuyện cột đồng Mã Viện. Trích trong sử cũ Việt Nam:
- Mùa hạ, tháng 4 năm Nhâm Thân (1272), sứ nhà Nguyên là Ngột Lương sang hỏi giới hạn cột đồng cũ. Vua (Trần Thánh Tông) sai viên ngoại lang Lê Kính Phụ đi hội khám. (Phụ) trở về nói rằng, cột đồng Mã Viện dựng lâu năm đã bị mai một, không còn tung tích gì [18].
- Tháng 8 năm Ất Dậu (1345), sứ nhà Nguyên là Vương Sĩ Hành lại sang hỏi việc cột đồng. Vua Trần Dụ Tông sai Phạm Sư Mạnh đi sang biện luận việc này. Từ bấy giờ trở đi không thấy nhắc nhở đến việc này nữa. Rồi sau đời Trần, nhà Minh chiếm nước Việt được 14 năm, họ cũng không tìm thấy dấu tích gì về đồng trụ [19].
- Năm 1638, sứ thần nhà Lê là Giang Văn Minh khi tới Yên Kinh đã đối lại câu đối "Đồng trụ chí kim đài dĩ lục" của vua Minh Tư Tông (Sùng Trinh) là "Đằng Giang tự cổ huyết do hồng" khiến sau đó ông bị vua Minh xử chết.

Rất có thể, đây chỉ là cái cớ để họ hạch sách người Việt .

## Sách tham khảo
- Khuyết danh, Việt sử lược (bản dịch của Nguyễn Gia Tường). Nhà xuất bản Thành phố Hồ Chí Minh, 1993.
- Ngô Sĩ Liên, Đại Việt sử ký toàn thư (Quyển I, bản dịch). Nhà xuất bản Khoa học xã hội, Hà Nội, 1983.
- Cao Xuân Dục (chủ biên), Đại Nam dư địa chí ước biên (TS. Hoàng Văn Lâu dịch). Nhà xuất bản Văn học, 2003.
- Trần Trọng Kim, Việt Nam sử lược. Nhà xuất bản Tân Việt, Sài Gòn, 1968.
- Phạm Văn Sơn, Việt sử tân biên (Tập I). Nhà sách Khai Trí, Sài Gòn, giấy phép xuất bản tháng 3 năm 1968.
- Trương Hữu Quýnh, Lịch sử Việt Nam (trước thế kỷ X). Nhà xuất bản Giáo dục, 1977.
- Phan Huy Lê - Trần Quốc Vượng - Hà Văn Tấn - Lương Ninh, Đại cương lịch sử Việt Nam (Tập I). Nhà xuất bản Đại học và Trung học chuyên nghiệp, Hà Nội, 1983.